# Континентален Китай
Континентален Китай (на китайски: 中国大陆) е територия на Китайската Народна Република с изключение на Хонконг, Макао и остров Тайван.
Названието възниква след края на гражданската война през 1949 г. Силите на Гоминдана начело с Чан Кайшъ са победени и се оттеглят на остров Тайван, а Китайската компартия завладява цялата континентална част на Китай. Въпреки това и двете страни продължават да считат териториите на материка за своя територия, която получава името Континентален Китай.
Когато през 1997 и 1999 г. Хонконг и Макао попадат под юрисдикцията на Китай, те получават статут на „Специални административни райони на КНР“ в унисон с подетата от Дън Сяопин политика „Една страна – две системи“. Те съхраняват своята политическа и икономическа система и затова не се включват в понятието Континентален Китай.

## История
През 30те години на миналия век регионът е изправен пред японска инвазия. До 1949 г. Народно – освободителната армия на Комунистическата партия на Китай (ККП) до голяма степен побеждава Националната революционна армия на Гоминдан (КМТ) в Гражданската война в Китай на континента. Това принуждава Гоминдан да премести правителството и институциите на Република Китай в относителната безопасност на Тайван, остров, който е поставен под контрола на Република Китай след капитулацията на Япония в края на Втората световна войнапрез 1945 г. Със създаването на Китайската народна република на 1 октомври 1949 г. контролираното от КПК правителство се вижда като единственото легитимно правителство на Китай конкуриращо се с претенциите на Република Китай, чиято власт сега е ограничени до Тайван и други острови. Това довежда до ситуация, в която две съвместно съществуващи правителства се състезават за международна легитимност и признаване като „правителство на Китай“.